# Rivière Authier
Pour les articles homonymes, voir Authier (homonymie).
La rivière Authier est un affluent du lac Chicobi, coulant dans la municipalité de Authier-Nord et le territoire non organisé du Lac-Chicobi, dans la municipalité régionale de comté (MRC) de Abitibi, dans la région administrative de l'Abitibi-Témiscamingue, au Québec, au Canada. Le cours de la rivière traverse les cantons de Disson, de Ligneris et de Guyenne.
La foresterie constitue la principale activité économique du secteur ; les activités récréotouristiques, en second. La surface de la rivière est habituellement gelée de la début décembre à la fin d'avril, toutefois la circulation sécuritaire sur la glace se fait généralement de la mi-décembre à la fin mars.
Cette zone est surtout accessible par la route 812 (sens nord-sud).

## Géographie
La rivière Authier prend d'un lac sans nom.
Les principaux bassins versants voisins de la rivière Authier sont :
- Côté nord : ruisseau Kaomakomiskiwag, lac Authier, rivière de la Perdrix ;
- Côté est : lac Chicobi, lac Obalski, rivière Davy, rivière Berry, rivière Harricana ;
- Côté sud : rivière Villemontel, rivière Macamic, Petite rivière Bellefeuille, Petite rivière Macamic ;
- Côté ouest : lac Macamic, rivière La Sarre, rivière du Portage.

À partir de sa source, la rivière Authier coule sur environ 36 km.
La rivière Authier se déverse sur la rive ouest de la partie sud du lac Chicobi que le courant traverse sur 8,6 km vers l'est, puis vers le nord en contournant une presqu'île. Ce lac est aussi traversé sur 6,8 km vers le nord par le courant provenant de la décharge de la rivière Chicobi (au sud-est du lac) en contournant une presqu'île s'avançant vers l'ouest.
Ce lac comporte deux parties séparées par une presqu'île s'avançant vers l'est sur 4,1 km et un détroit d'une largeur de 0,5 km. Ce lac chevauche les cantons de Ligneris (partie nord du lac) et de Guyenne (partie sud du lac).
À partir de l'embouchure du lac Chicobi (située au nord-est), le courant emprunte la rivière Octave (rivière Harricana) vers le nord-est pour aller se déverser sur la rive ouest de la rivière Harricana laquelle coule vers le nord-ouest, en traversant en Ontario pour se déverser sur la rive sud de la Baie James.
Cette confluence de la rivière Authier avec le lac Chicobi est située :
- au sud-est de l'embouchure du lac Chicobi, soit la tête de la rivière Octave (rivière Harricana) ;
- au sud-est de l'embouchure de la rivière Octave (rivière Harricana) (confluence avec la rivière Harricana) ;
- au nord-ouest du centre-ville de Amos ;
- à l'est de la frontière de l'Ontario ;
- au nord-est du centre-ville de La Sarre.

## Toponymie
Cet hydronyme commémore l'avocat Hector Authier (1873-1948), considéré comme le père de l'Abitibi. Il a été agent des terres et des mines, maire d'Amos, député provincial et fédéral, ministre de la Colonisation, associé du syndicat minier qui est à l'origine de la découverte de gisements dans la région, et a fondé le premier journal de la région.
Le toponyme « rivière Authier » a été officialisé le 5 décembre 1968 à la Commission de toponymie du Québec, soit lors de la création de cette commission.